# Rottorf am Klei
Rottorf am Klei ist ein Ortsteil der Gemeinde Rennau im niedersächsischen Landkreis Helmstedt. Die Gemeinde Rennau ist Mitgliedsgemeinde  der Samtgemeinde Grasleben.

## Lage
Der Ort liegt nordwestlich von Helmstedt im Naturpark Elm-Lappwald und ist südöstlichster Zipfel des Hasenwinkels.

## Geschichte
Im 13. Jahrhundert übertrugen die Grafen von Dassel ihre Güter in Rottorf dem Kloster Mariental, und 1256 wurde die örtliche Kapelle mit Zustimmung des Bischofs Volrad von Halberstadt dem Kloster zugeordnet. In der zweiten Hälfte des 19. Jahrhunderts erweiterte sich das Straßendorf nach Westen. Am 1. März 1974 wurde Rottorf in die Gemeinde Rennau eingegliedert.

## Religionen
Die St.-Marien-Kirche gehört zur 2007 gegründeten Gemeinde Hasenwinkel und damit zum Kirchenkreis Wolfsburg-Wittingen im Sprengel Lüneburg der evangelisch-lutherischen Landeskirche Hannovers. Die nächstliegende katholische Kirche ist St. Norbert im etwa 6 Kilometer entfernten Grasleben.

## Bergbau
Bei Rottorf am Klei befindet sich der ehemalige Tagebau Ernst-August, in dem eisenreiche marine Sedimente des Lias als kalkhaltiges Zuschlagerz abgebaut wurden. Der Betrieb wurde 1950 eingestellt. Das Gestein ist allgemein fossilreich und enthält Reste von Muscheln (u. a. Gryphaeiden), Stacheln von Lanzenseeigeln sowie Ammoniten und Belemniten.

## Vereine
Der Ort besitzt eine Freiwillige Feuerwehr, den Sportverein VfL Rottorf und den Schützenverein Rottorf.

## Persönlichkeiten
- Christel Klinzmann, ehemalige Spielerin der deutschen Fußballnationalmannschaft der Frauen